# الدامور
الدامور هي بلدة لبنانية ساحلية تقع في قضاء الشوف في محافظة جبل لبنان وتبعد 25 كلم عن بيروت. يرجع أصل تسميتها إلى كلمة داموراس التي تعني ديمومة بالفينيقية. كانت البلدة في 19 يناير 1976 أثناء الحرب الأهلية اللبنانية، مسرحا لمجزرة راح ضحيتها عشرات الأشخاص من سكانها إثر اجتياحها من طرف القوات المشتركة للحركة الوطنية اللبنانية والفلسطينيين. يبلغ عدد سكانها حاليا حوالي 1,200 نسمة (15,000 نسمة قبل الحرب) أغلبهم من المسيحيين.

## أعلام
- روز غريب
- ماريو عون
- ميشال عون
- غادة عون

## وصلات خارجية
- موقع عن البلدة